# Santa Maria Maddalena dei Pazzi
A Santa Maria Maddalena dei Pazzi Firenze egyik kolostortemploma, a Via della Colonna és a Borgo Pinti sarkán áll. 1257-ben kezdték el építeni, belső díszítése a 15-16. század fordulóján készült. Kolostorudvarát Giuliano da Sangallo tervezte 1479-ben. Az udvar oszlopfőinek mintája a fiesolei ókori oszlopok voltak. A káptalanterem nagyméretű falfestményét Perugino készítette az 1400-as évek végén.